# Robert Musil Literatur Museum

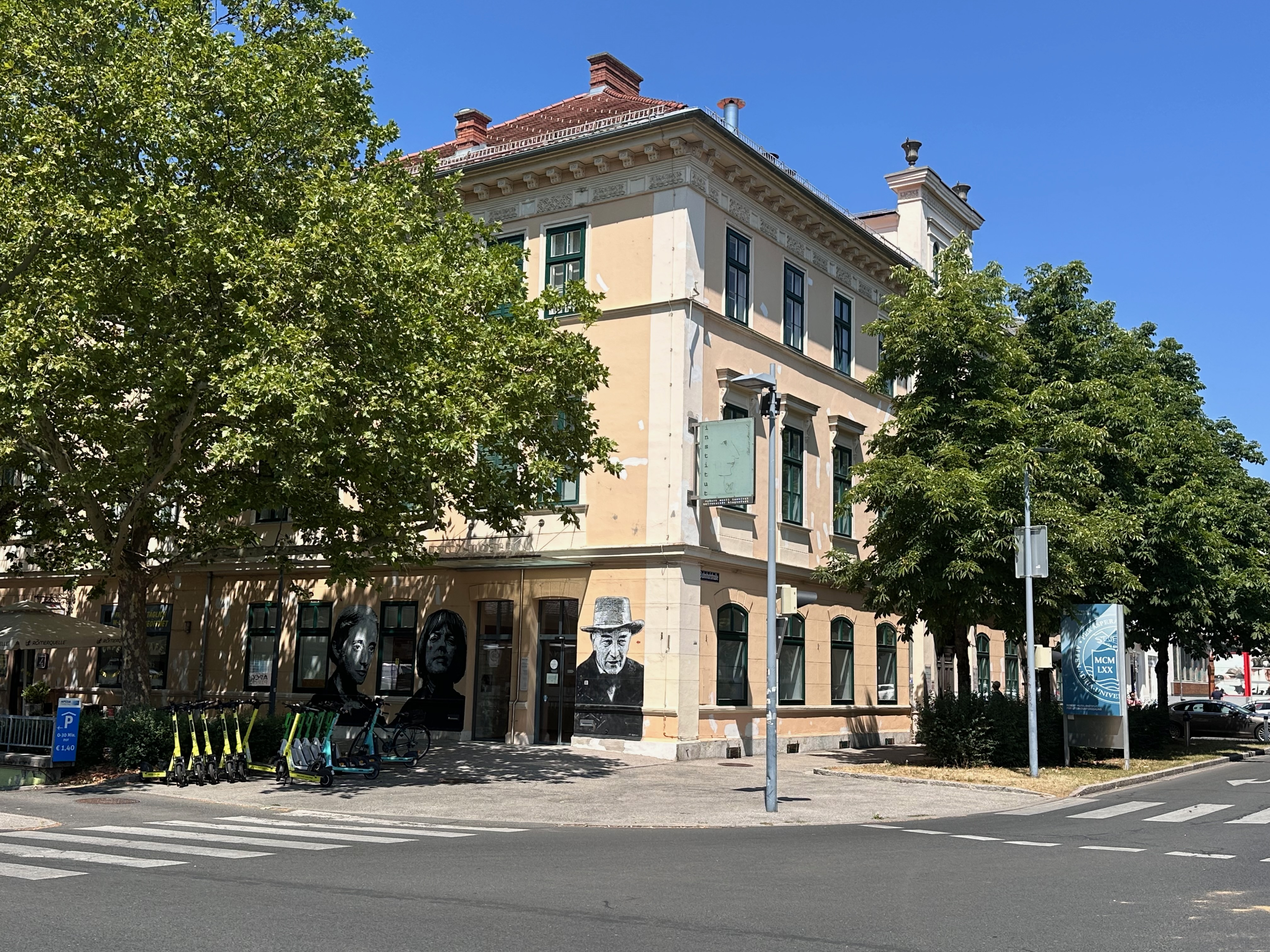
Geburtshaus von Robert Musil in Klagenfurt, Bahnhofstraße 50, heute Robert Musil Literatur Museum

Das Robert Musil Literatur Museum in Klagenfurt ist im Geburtshaus von Robert Musil vis à vis des Bahnhofs untergebracht. Es widmet sich nicht nur Robert Musil, sondern – in geringerem Maße – auch Ingeborg Bachmann und Christine Lavant. Daneben gibt es regelmäßig Sonderausstellungen und Literaturveranstaltungen. 
Das 1867 erbaute Geburtshaus Robert Musils in der Bahnhofstraße 50 ist im Besitz der Stadt Klagenfurt. Von 1996 bis 1997 wurde das Haus umgebaut, um Räume für das Museum zu schaffen und um dort das zur Universität Klagenfurt gehörige Robert-Musil-Institut für Literaturforschung / Kärntner Literaturarchiv unterzubringen. Somit ist das Haus auch Literaturarchiv und Forschungsstätte. Daneben findet – mit Ausnahme des Jahres 2025 – im Musilmuseum der den Ingeborg-Bachmann-Preis begleitenden Literaturkurs statt.
Das Museum wird von dem Germanisten Heimo Strempfl geleitet, der auch das Konzept für die drei Dauerausstellungen verantwortet. Den weitaus größten Raum nimmt die Ausstellung zu Robert Musil ein. Gezeigt werden Gegenstände aus dem persönlichen Nachlass, Dokumente und Fotos, sowie Erstausgaben von Musils Romanen. 

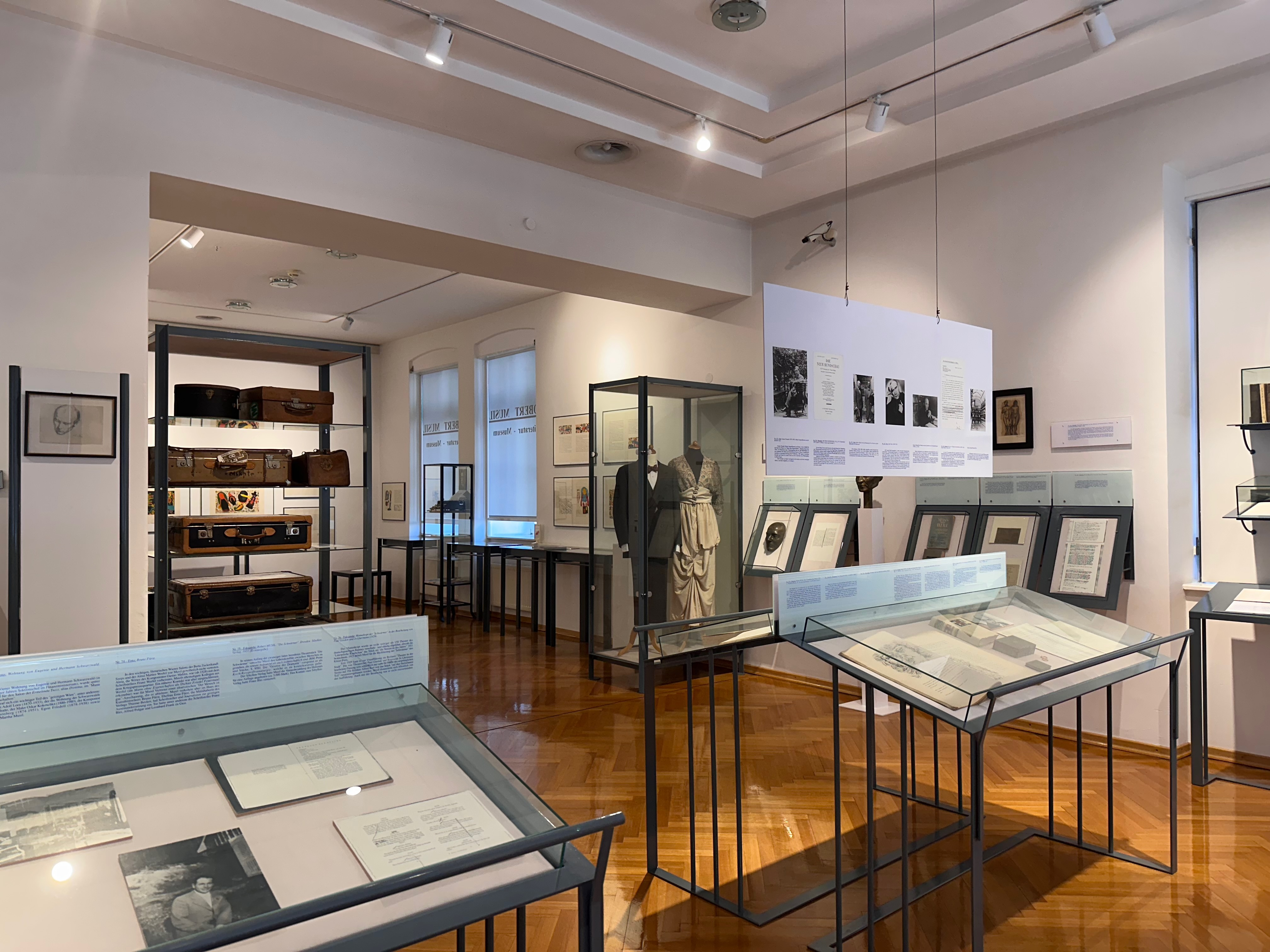
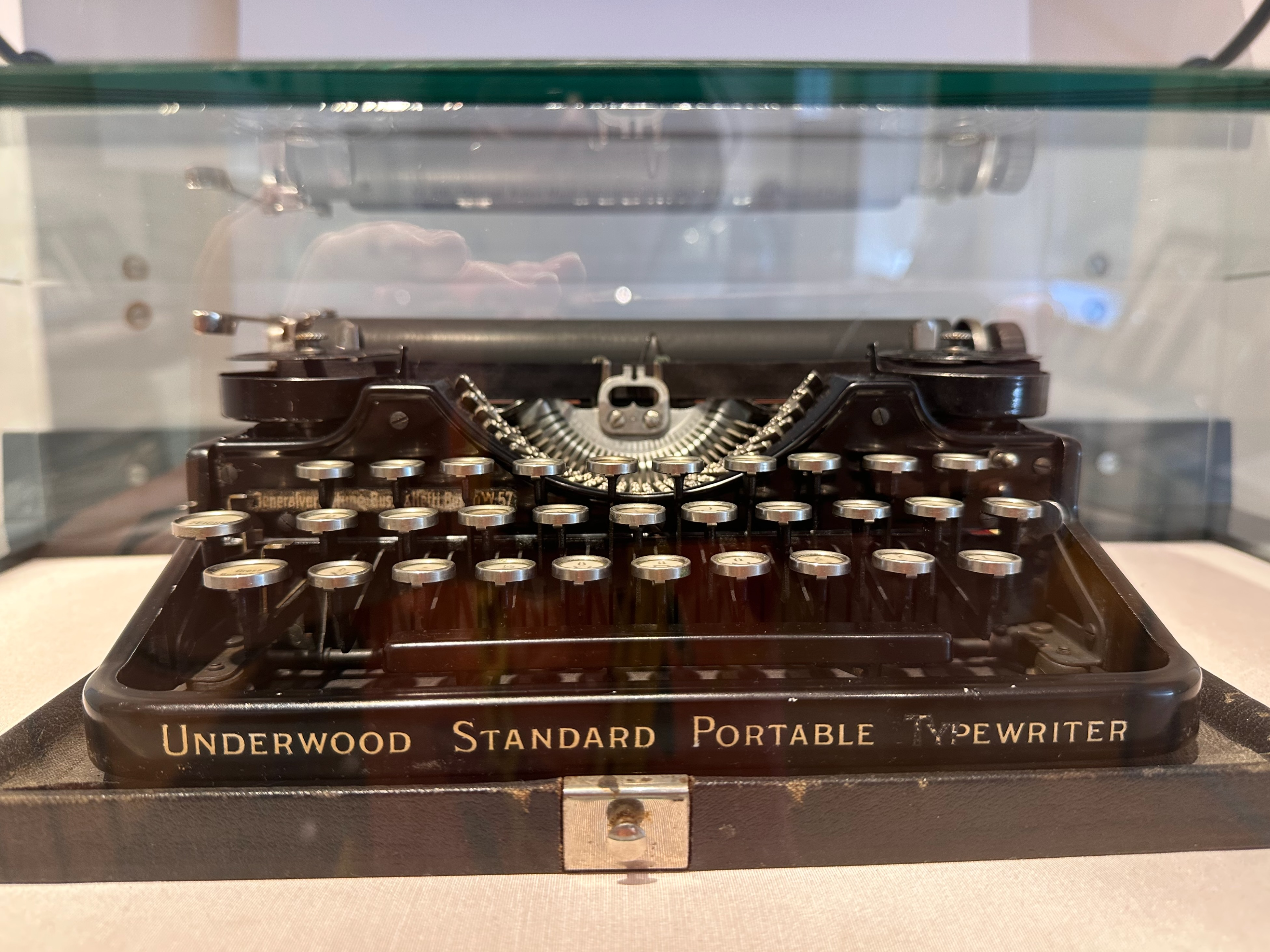
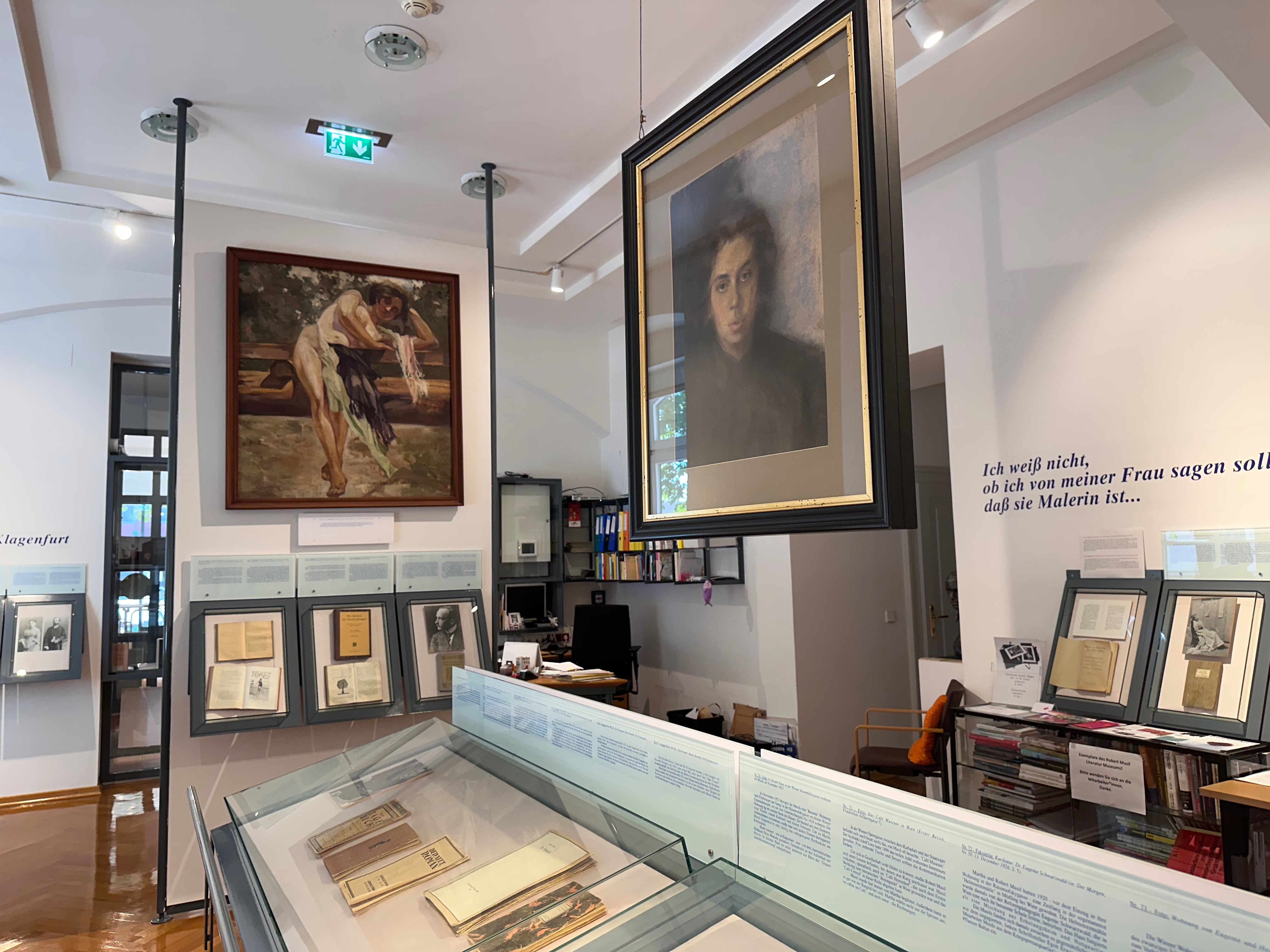